# Mikhail Vladimirovich Mishustin
Mikhail Vladimirovich Mishustin (tiếng Nga: Михаил Владимирович Мишустин, sinh ngày 3 tháng 3 năm 1966 tại Lobnya, Cộng hòa Xã hội chủ nghĩa Xô viết Liên bang Nga, Liên Xô) là một chính khách, nhà hoạt động chính trị, nhà kinh tế người Nga. Ông là Thủ tướng Chính phủ Liên bang Nga từ ngày 16 tháng 1 năm 2020. Ông cũng là thành viên Hội đồng Nhà nước Liên bang Nga từ ngày 21 tháng 12 năm 2020.
Ông từng đảm nhận vị trí Trưởng cơ quan Liên bang về quản lý các đặc khu kinh tế (2006-2008). Sau đó, ông là Cục trưởng Cục Thuế Liên bang Nga từ ngày 6 tháng 4 năm 2010 đến ngày 16 tháng 1 năm 2020.
Ông cũng đã từng là Quyền Cố vấn Nhà nước hạng 1 của Liên bang Nga, Tiến sĩ Khoa học Kinh tế (2010).

## Thời niên thiếu và giáo dục
Mikhail Vladimirovich Mishustin sinh ngày 3 tháng 3 năm 1966 tại thành phố Lobnya.
Cha ông là Vladimir Moiseyevich Mishustin làm việc ở Sân bay quốc tế Sheremetyevo, là Bí thư Đoàn Thanh niên Cộng sản Lenin, trong ban an ninh (sau này là Công ty Cổ phần An ninh Hàng không Aeromash, nay là Công ty Cổ phần An ninh Sheremetyevo «Шереметьево Безопасность»), còn mẹ ông là Luiza Mikhailovna làm việc trong một cơ sở y tế. Tại Lobnya, Mikhail đã tốt nghiệp trường Trung học số 7 với kết quả xuất sắc.
Năm 1983 ông đăng kí học lớp ban đêm tại Viện Công cụ Máy móc Moskva STANKIN (Московского станкоинструментального института), sau đó, nhờ thành tích học tập tốt ông được chuyển sang học lớp ban ngày. Năm 1989, ông tốt nghiệp Đại học Công nghệ Quốc gia Moskva «STANKIN» chuyên ngành Hệ thống Thiết kế Tự động, nhận bằng Kĩ sư - Kĩ thuật viên hệ thống. Sau đó vào năm 1992 cũng tại đại học này ông đã hoàn tất chương trình nghiên cứu sinh (phó tiến sĩ).

## Sự nghiệp kinh doanh
Kinh doanh là sự nghiệp mà Mishustin theo đuổi trong hai giai đoạn: cho đến năm 1998 và năm 2008-2010. Thời gian còn lại, Mishustin hoạt động trong các cơ quan Nhà nước.
Sau khi tốt nghiệp cao học, ông bắt đầu làm giám đốc một phòng thí nghiệm thử nghiệm, và sau đó đứng đầu ban quản trị Câu lạc bộ Máy tính Quốc tế (IWC), một tổ chức phi lợi nhuận công lập.
IWC đặt mục tiêu “tích hợp công nghệ máy tính của Nga và nước ngoài, hay nói đúng hơn là thu hút các công nghệ thông tin tiên tiến của phương Tây”. Câu lạc bộ đã thu hút các công ty lớn của nước ngoài vào hàng ngũ của mình và trở thành đơn vị tổ chức Diễn đàn Máy tính Quốc tế - một trong những triển lãm máy tính lớn nhất ở Nga.
Vào tháng 3 năm 2008, sau khi rời khỏi chức vụ lãnh đạo Cơ quan Liên bang về Quản lý các Khu Kinh tế Đặc biệt (RosSEZ), Mishustin đã làm việc hai năm trong Tập đoàn Đầu tư UFG (UFG Capital Management) với tư cách là Chủ tịch của Đối tác vốn UFG và Đối tác điều hành của "UFG Asset Management" (Nhóm UFG Invest được thành lập vào năm 1994 bởi cựu Bộ trưởng Tài chính Nga Boris Fedorov và chủ ngân hàng Charles Ryan, người đã tư vấn cho chính phủ St.Petersburg về việc tư nhân hóa vào những năm 1990, và trực thuộc ngân hàng Đức Ngân hàng Deutsche). Trong nhóm, Mishustin giám sát việc mở rộng sự hiện diện quốc tế của UFG, phát triển đầu tư mạo hiểm và công nghệ, cũng như các dự án cơ sở hạ tầng và nông nghiệp.

## Làm việc trong các cơ quan Nhà nước

### Thứ trưởng Bộ Thuế và phí
Năm 1998, ông bắt đầu làm việc trong cơ quan Nhà nước với tư cách là trợ lý về hệ thống thông tin phục vụ kế toán và kiểm soát việc nhận tiền thuế cho người đứng đầu Cục Thuế Nhà nước Liên bang Nga, Boris Fedorov.
Sau đó, ông làm Thứ trưởng Bộ Thuế và Phí Liên bang Nga, Cục trưởng Cục Địa chính Bất động sản Liên bang (Rosnedvizhimost) thuộc Bộ Phát triển Kinh tế Liên bang Nga. Ông vẫn giữ chức thứ trưởng dưới thời ba cục trưởng cục thuế kế tiếp. Ở vị trí này, ông đã tham gia vào việc phát triển tổ hợp công nghệ thông tin của Bộ Thuế và phí. Tên tuổi của Mishustin gắn liền với các sáng kiến như giới thiệu chữ ký số điện tử và mã số thuế (TIN), tổ chức công việc theo nguyên tắc "một cửa" và các đổi mới công nghệ khác. Dưới sự lãnh đạo của ông, các trung tâm xử lý dữ liệu được thành lập, thiết bị máy tính được cung cấp, các cơ quan thuế khu vực được thống nhất thành một mạng thông tin và truyền thông duy nhất. Vào cuối năm 2002, Bộ Thuế và phí được báo chí gọi là "một trong những tổ chức tiến bộ nhất (nếu không muốn nói là tiến bộ nhất) về việc sử dụng các công nghệ thông tin hiện đại của các cơ quan của đất nước".  Trong cuộc phỏng vấn của mình, Mishustin nói rằng trong thời kỳ này, “trao đổi dữ liệu điện tử đã được tổ chức, phương pháp luận cho một hệ thống tự động chọn đối tượng để kiểm tra tại chỗ đã được tạo ra, một hệ thống cung cấp dịch vụ tư vấn sử dụng điện thoại và Internet. Một cơ sở hạ tầng thông tin và viễn thông rộng khắp đã xuất hiện”.

### Công tác tại Cơ quan Địa chính và Bất động sản (Rosnedvizhimost)
Năm 2004, cơ quan Roszemkadastr được chuyển đổi thành Cơ quan Địa chính Bất động sản Liên bang (Rosnedvizhimost), trực thuộc Bộ Phát triển Kinh tế. Ngày 22 tháng 3 năm 2004, cơ quan này do Mikhail Mishustin đứng đầu theo sự bổ nhiệm của Thủ tướng Nga Mikhail Fradkov. Tại đây Mikhail Mishustin phải đối mặt với nhiệm vụ phát triển và thực hiện một bản địa chính về các đối tượng bất động sản và đánh giá chúng. Trong hai năm, Rosnedvizhimost đã hoàn thành việc định giá địa chính hàng loạt đối với đất ở Liên bang Nga, từ đó có thể đưa ra loại thuế đất dựa trên giá trị địa chính (tiêu chuẩn trước đây) của đất từ năm 2006. Cũng trong năm 2005, Rosnedvizhimost tuyên bố ý định bắt đầu tiết lộ dữ liệu định giá địa chính cho các thửa đất thuộc sở hữu tư nhân qua Internet.

### Cơ quan Liên bang về Quản lý các đặc khu kinh tế
Vào tháng 12 năm 2006, Mishustin được bổ nhiệm làm người đứng đầu Cơ quan Liên bang về Quản lý các Khu kinh tế Đặc biệt (RosSEZ). Trong hai năm, hai SEZ sản xuất công nghiệp đầu tiên đã được mở tại Tatarstan (Alabuga) và Lipetsk, cũng như các SEZ đổi mới công nghệ đầu tiên ở thành phố Dubna, Vùng Moscow, ở Tomsk và Zelenograd. Đồng thời, ông cũng đã phát triển và bắt đầu triển khai tại các SEZ một hệ thống cung cấp các dịch vụ của bang và thành phố theo nguyên tắc "một cửa".
Vào tháng 2 năm 2008, Mishustin từ chức khỏi các cơ quan Nhà nước theo nguyện vọng cá nhân. Theo bản thân Mishustin, việc từ chức của ông đã được thỏa thuận từ trước: “Chúng tôi đã đồng ý với cựu bộ trưởng German Gref” rằng tôi sẽ rời chức vụ này ngay sau khi tôi hoàn thành một số nhiệm vụ. Điều này đã được xác nhận bởi người đứng đầu Bộ Phát triển Kinh tế Elvira Nabiullina, nói rằng việc từ chức của ông là "có kế hoạch, và tất cả các nhiệm vụ được giao cho ông đã được giải quyết".

## Lãnh đạo cục thuế liên bang
Năm 2010, Mikhail Mishustin được bổ nhiệm làm người đứng đầu Cục Thuế Liên bang Nga. Ở vị trí này, ông tuyên chiến với "dữ liệu bẩn" và bắt đầu khắc phục các vấn đề với việc hoàn thuế VAT không chính đáng.
Sau khi Mishustin được bổ nhiệm vào vị trí này, các doanh nhân đã bày tỏ hy vọng rằng, với tư cách một người xuất phát từ kinh doanh, ông sẽ làm cho Cơ quan Thuế Liên bang "thân thiện" hơn với các doanh nhân Nga. Mishustin ủng hộ việc đơn giản hóa hoạt động giữa các doanh nghiệp và công dân với cơ quan thuế. Để thuận tiện cho công việc của mọi người và cuộc chiến chống tham nhũng, Mishustin phát biểu ông dự định phát triển các dịch vụ điện tử trong dịch vụ thuế Liên bang càng nhiều càng tốt. Để hỗ trợ cho tuyên bố này, một số tài liệu đã được xuất bản nhằm mở rộng phạm vi quản lý tài liệu điện tử.
Ngoài Thông tin hóa, Cục Thuế Liên bang dưới sự lãnh đạo của Mishustin đã bắt đầu làm việc theo các tiêu chuẩn mới để phục vụ người nộp thuế. Đặc biệt, để thuận tiện cho công dân, giờ mở cửa kiểm tra đã được kéo dài. Năm 2015, Trung tâm Liên lạc Liên bang bắt đầu làm việc.
Trong giai đoạn này, cơ quan thuế đã bị chỉ trích vì cách tiếp cận quá nghiêm ngặt đối với kinh doanh, Mishustin đã bác bỏ cáo buộc này, với lý do giảm đáng kể số lượng thanh tra. Vì vậy, với vai trò mới của Mishustin vào năm 2010, dịch vụ thuế Liên bang đã thay đổi cách kiểm soát, tập trung vào công việc phân tích. Do đó, số lượng kiểm toán thuế tại chỗ đã giảm mạnh, trong khi hiệu quả của chúng tăng lên. Nếu trước đó, cứ mỗi người nộp thuế thứ mười bị kiểm tra thì đến năm 2018, cơ quan thuế chỉ kiểm tra một công ty kinh doanh nhỏ trong số 4.000 công ty. Số lượng kiểm tra của các doanh nghiệp lớn và vừa cũng giảm đáng kể.
Năm 2013, Diễn đàn OECD về quản lý thuế được tổ chức tại Matxcova với sự tham dự của người đứng đầu 51 cơ quan quản lý thuế trên thế giới. Năm 2014, Mikhail Mishustin được bầu làm Phó Chủ tịch Văn phòng Diễn đàn Quản lý thuế của OECD. Thành viên của diễn đàn là 45 quốc gia, bao gồm tất cả các nước OECD, các nước G20, cũng như các nước sử dụng cơ chế quản lý thuế tiên tiến.
Truyền thông Nhà nước cũng viết rằng Cơ quan Thuế Liên bang đang nghiên cứu việc triển khai mô hình "điện toán đám mây", mô hình này sẽ tạo ra một kho dữ liệu liên bang thống nhất (FHD). Nhờ "trung tâm xử lý dữ liệu cấp liên bang hiện đại nhất, thanh tra sẽ có quyền truy cập thông tin đầy đủ và cập nhật về bất kỳ đối tác nào từ bất kỳ khu vực nào của Nga vào bất kỳ lúc nào".
Vào tháng 5 năm 2015, trung tâm xử lý dữ liệu liên bang (DPC) đầu tiên đã được mở tại khu vực Moscow. Vào tháng 12 cùng năm, trung tâm dữ liệu liên bang thứ hai được ra mắt tại vùng Nizhny Novgorod. Các trung tâm này sẽ đảm bảo hoạt động không bị gián đoạn của hệ thống thông tin của Bộ Tài chính Nga, Cục Thuế Liên bang Nga, Kho bạc Nga và các tổ chức trực thuộc khác của Bộ Tài chính Nga. Dự án trung tâm dữ liệu được chứng nhận theo tiêu chuẩn khả năng chịu lỗi UptimeInstituteTier III.
Năm 2015, tại bốn khu vực thí điểm - khu vực Moscow, Tatarstan, Moscow và Kaluga - một cuộc thử nghiệm đã được thực hiện để kiểm tra một công nghệ mới - truyền dữ liệu trực tuyến của thiết bị máy tính tiền (CCP) tới cơ quan thuế. Vào ngày 3 tháng 7 năm 2016, Tổng thống Liên bang Nga Vladimir Putin đã ký Luật Liên bang tương ứng số 290-FZS, theo đó kể từ ngày 1 tháng 1 năm 2017, tất cả những người có nghĩa vụ áp dụng KTT và từ ngày 1 tháng 7 năm 2018 - và những người không có nghĩa vụ áp dụng KKT (người trả tiền UTII, PSN, cũng như những người làm việc trong lĩnh vực dịch vụ).
Là người đứng đầu Dịch vụ Thuế Liên bang, Mishustin nổi tiếng là một nhà kỹ trị lành nghề.

## Thủ tướng Liên bang Nga
Vào ngày 15 tháng 1 năm 2020, sau khi Dmitry Medvedev từ chức, Tổng thống Nga Vladimir Putin đã đề xuất M. V. Mishustin cho chức vụ Thủ tướng Chính phủ Liên bang Nga. Sau khi nhận được sự đồng ý của ông, tổng thống đã đệ trình ứng cử viên của mình để Duma Quốc gia xem xét. Theo Putin, ban đầu ông xem xét 4 ứng cử viên, trong đó không có Mishustin. Tuy nhiên, cuối cùng, tổng thống đã quyết định đề cử người đứng đầu Cơ quan Thuế Liên bang cho chức vụ này.
Vào ngày 16 tháng 1, Duma Quốc gia Liên bang Nga đã phê chuẩn việc bổ nhiệm Mishustin vào chức vụ Thủ tướng, có 383 đại biểu bỏ phiếu tán thành, 41 phiếu trắng và không ai bỏ phiếu chống. Cùng ngày, Vladimir Putin ký một sắc lệnh tương ứng.
Vào ngày được bổ nhiệm, Mishustin tuyên bố rằng ông không có kế hoạch hủy bỏ cải cách lương hưu được thông qua theo sáng kiến của chính phủ tiền nhiệm, và cũng phản đối việc quốc hữu hóa ngành công nghiệp khai khoáng.
Vào ngày 16 tháng 1 năm 2020, ông cũng được phê chuẩn làm thành viên thường trực của Hội đồng An ninh Liên bang Nga. Ngoài ra, với tư cách là người đứng đầu chính phủ Nga, ông đứng đầu ban giám sát của tập đoàn phát triển nhà nước "VEB.RF".
Vào ngày 21 tháng 1 năm 2020, Mishustin trình lên Tổng thống các dự thảo về cơ cấu và thành phần của chính phủ, được thông qua cùng ngày. Nói chung, chính phủ đã được đổi mới một nửa. Chỉ còn lại bốn phó thủ tướng từ chính phủ trước (ba người giữ nguyên chức vụ, một người được bổ nhiệm vào chức vụ khác) và mười hai bộ trưởng. Theo một số nhà phân tích chính trị, Mikhail Mishustin trở thành thủ tướng duy nhất của Putin thực sự thành lập nội các của riêng mình, tập hợp một đội ngũ những người thân cận. Trước đó, trong thế kỷ 21, chỉ có Vladimir Putin là có thể làm được điều này. Đặc biệt, hai Phó Thủ tướng là cấp phó của Mishustin trong Cục Thuế Liên bang, Phó Thủ tướng Dmitry Chernyshenko học cùng Mishustin và là bạn cùng phòng của ông, ngoài ra, Mikhail Vladimirovich đã phát triển quan hệ hữu nghị với Phó Thủ tướng Victoria Abramchenko, và Bộ trưởng Bộ Thể thao Oleg Matytsin là đồng nghiệp của bố vợ Mishustin.
Vào ngày 30 tháng 4 năm 2020, Mishustin thông báo rằng anh ta dương tính với COVID-19 trong một cuộc gọi điện video cho Vladimir Putin. Phó Thủ tướng thứ nhất Andrei Belousov được bổ nhiệm làm Quyền Thủ tướng Chính phủ Liên bang Nga.
Ngày 19 tháng 5 năm 2020, Mishustin trở lại làm Thủ tướng Chính phủ Liên bang Nga. Sắc lệnh tương ứng hủy bỏ việc áp đặt các nhiệm vụ đối với Andrei Belousov đã được công bố trên trang web của Tổng thống Liên bang Nga.

## Hoạt động khoa học
Năm 2003 Mikhail Vladimirovich Mishustin bảo vệ bằng kandidat nauk (phó tiến sĩ) ngành kinh tế với đề tài "Cơ chế Quản lý Thuế Quốc gia ở Nga" (tiếng Nga: "Механизм государственного налогового администрирования в России"), và vào năm 2010, ông bảo vệ bằng doktor nauk (tiến sĩ khoa học) ngày kinh tế với đề tài "Chiến lược hình thành thuế tài sản ở Nga" (tiếng Nga: Стратегия формирования имущественного налогообложения в России").
Năm 2008, Mishustin khởi xướng việc mở Viện Kinh tế Bất động sản tại Trường Kinh tế Cao cấp, hoạt động không chỉ trong lĩnh vực giáo dục bổ sung, mà còn là một trung tâm nghiên cứu. Chính Mishustin đã trở thành giám đốc khoa học của viện này.
Năm 2013, Mishustin được bổ nhiệm làm Giám đốc khoa học Khoa Thuế và thu thuế của Trường Đại học Tài chính thuộc Chính phủ Liên bang Nga (theo quyết định của Hội đồng Học thuật Trường Đại học Tài chính ngày 15/10/2013).
Dưới sự chủ biên của Mishustin, giáo trình “Thuế và Quản lý thuế” được xuất bản nhân kỷ niệm 25 năm thành lập cơ quan thuế Liên bang Nga.
Mishustin là tác giả của ba cuốn sách chuyên khảo về quản lý thuế. Ông đã xuất bản hơn 40 bài báo khoa học.

## Tài sản
Theo kê khai, gia đình sở hữu một căn hộ với diện tích 140 m², cũng như một tòa nhà dân cư với diện tích hơn 800 m². Theo Open Media, gia đình Mishustin sở hữu 2,63 ha đất ở làng Cotton Way gần Moscow, nằm trên Nikolina Gora dọc theo đường cao tốc Rublevo-Uspenskoe, và 5 tòa nhà dân cư trên đó với tổng giá trị ước tính là 1,5 tỷ rúp, theo Rosreestr, về "Liên bang Nga". Theo Tổ chức Chống Tham nhũng, gia đình Mishustin (bao gồm cả chị gái Natalia Stenina) sở hữu bất động sản với giá trị thị trường khoảng 2,8 tỷ rúp.

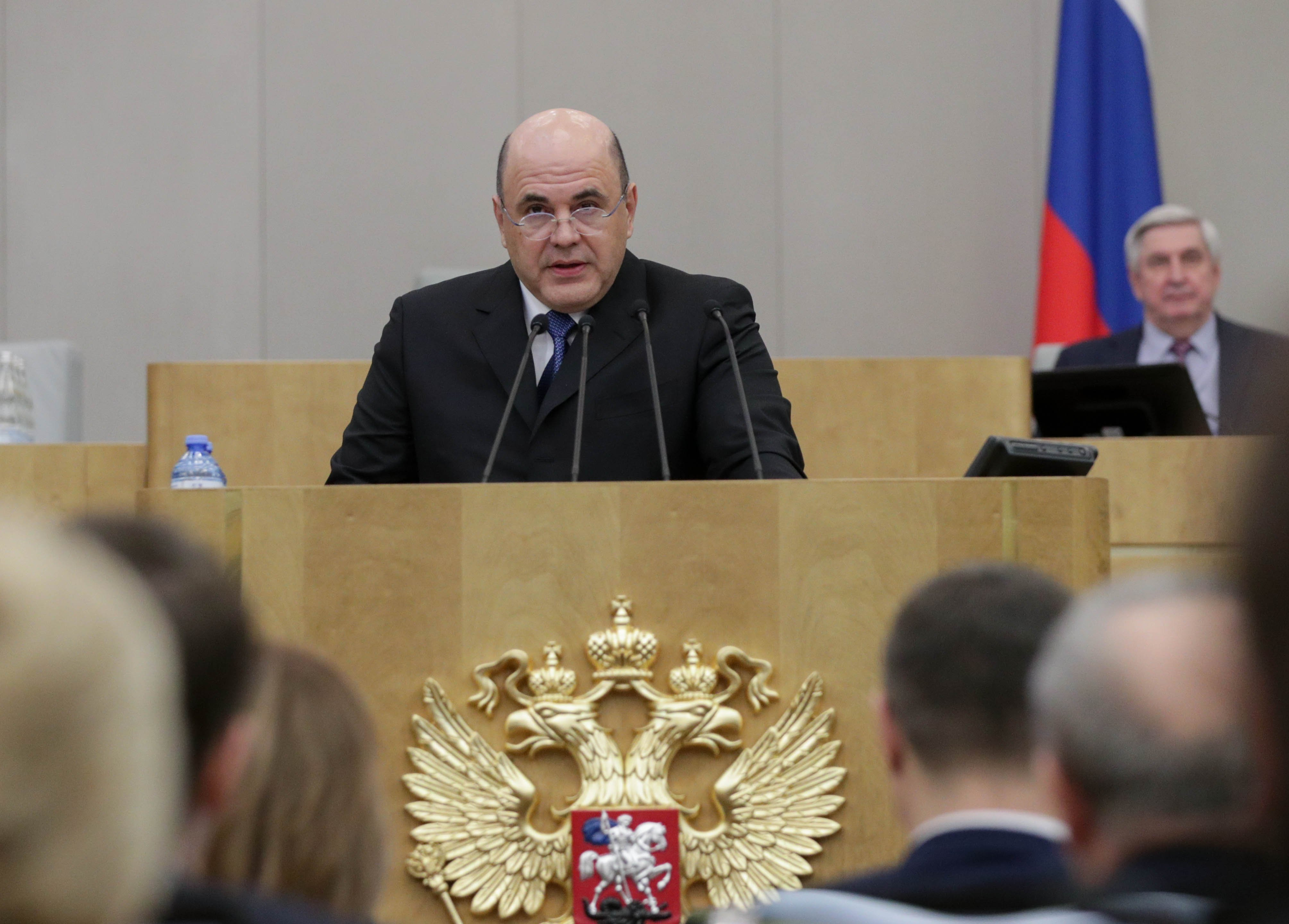
Mishustin tại phiên điều trần xác nhận ở Duma Quốc gia vào ngày 16 tháng 1 năm 2020

Vào ngày 16 tháng 1 năm 2020, Tổ chức Chống Tham nhũng đã kêu gọi Mishustin giải thích cách vợ anh kiếm được gần 800 triệu rúp trong 9 năm.
Theo yêu cầu của tờ báo "Vedomosti" vào năm 2010, dịch vụ báo chí của Cục Thuế Liên bang (FTS) đã trả lời rằng thu nhập của Mishustin với số tiền là 78,6 triệu rúp. (khoảng 2,5 triệu USD) "bao gồm lương của chủ tịch nhóm công ty UFG và thu nhập mà ông nhận được từ các hoạt động tư vấn trong cùng một công ty". Khi chuyển sang thi hành công vụ vào năm 2010, Mishustin, theo yêu cầu của pháp luật, đã chuyển giao toàn bộ tài sản và các dự án đầu tư cho vợ. Kể từ thời điểm đó, Vladlena Mishustina bắt đầu nhận được cổ tức được phản ánh trong các tờ khai chính thức. Theo Kommersant, một phần đáng kể tài sản đã được bán vào năm 2013 và 2014, và số tiền thu được được đưa vào tài khoản tiền gửi để nhận lãi suất. Theo bình luận chính thức của công ty UFG, Mishustin kiếm được 33,5 triệu USD nhờ tham gia vào hoạt động kinh doanh của công ty đầu tư UFG, nơi anh đang làm việc vào năm 2008-2010.
Liên quan đến sự thay đổi trong luật pháp vào năm 2013, vợ chồng Mishustin đã chuyển phần tài sản còn lại cho em gái của Mishustin là Natalya Stenina và mẹ Luisa Mishustina. Tổng thu nhập của cả ba người thụ hưởng (vợ, chị gái và mẹ của Mishustin) từ quỹ ủy thác của UFG trong giai đoạn từ 2010 đến 2015 lên tới 33,55 triệu đô la.

## Đời tư
Mikhail Mishustin rất thích thể thao, tích cực chơi khúc côn cầu trên băng trong Giải khúc côn cầu ban đêm. Vào năm 2019, cùng với đội của mình, anh đã được trao Cúp Gagarin - giải thưởng dành cho những người chiến thắng trong trận playoff của Liên đoàn Khúc côn cầu Lục địa. Ông cũng là thành viên Ban giám sát của câu lạc bộ khúc côn cầu CSKA.
Ông có khả năng sáng tác ditties và epigram, chơi piano. Ông là tác giả phần âm nhạc cho hai ca khúc do Grigory Leps thể hiện - "A real woman" (2011) và "Ash" (2016).
Ông đã kết hôn và có 3 con trai. Vợ - Vladlena Yurievna Mishustina, sinh ngày 2 tháng 1 năm 1976. Đồng sáng lập Câu lạc bộ Máy tính Quốc tế CJSC. Từ năm 2008 đến năm 2013, cô hoạt động với tư cách là một doanh nhân cá nhân. Hoạt động chủ yếu là hoạt động của các sàn nhảy, vũ trường, trường dạy múa. Cô là đồng sáng lập của DEKADANCE LLC (đóng cửa vào năm 2016). Theo kết quả năm 2014, Vladlena Mishustina lọt vào bảng xếp hạng những người vợ giàu nhất của các quan chức và đại biểu quốc hội Nga của Forbes, chiếm vị trí thứ 9 với thu nhập 160,1 triệu rúp.
Con trai cả Alexey (sinh ngày 7 tháng 7 năm 1999) học tại một trong những trường nội trú đắt nhất Thụy Sĩ Institut Le Rosey; Từ năm 2018, anh đã theo học tại Đại học Kỹ thuật Quốc gia Moscow mang tên N.E. Bauman tại Khoa Khoa học Cơ bản với bằng Toán ứng dụng, ghi danh mà không cần thi đầu vào.
Con trai giữa Alexander (sinh năm 2000) cũng học tại Institut Le Rosey, từ năm 2019 theo học tại Đại học Kỹ thuật Quốc gia Moscow mang tên N.E. Bauman tại Khoa Kinh doanh và Quản lý Kỹ thuật.
Con trai út Mikhail (sinh ngày 26 tháng 5 năm 2009) học tại một trong những trường học ở Moscow, chơi ở vị trí tiền đạo trong đội khúc côn cầu Armada (Odintsovo), chơi cờ trong câu lạc bộ cờ vua.
Em gái - Natalia Stenina (sinh ngày 27 tháng 5 năm 1970) đã kết hôn với doanh nhân Alexander Udodov, cuộc hôn nhân đã kết thúc vào ngày 18 tháng 12 năm 2020. Udodov sở hữu công ty Mushroom Rainbow, nhà sản xuất nấm lớn nhất của Nga, một số trung tâm mua sắm ở Matxcova, một công ty hậu cần ở Đức, một khu nghỉ dưỡng Balneological ở Lãnh thổ Krasnodar, và một số doanh nghiệp khác. Alexander Udodov và chủ nhà hàng Arkady Novikov sở hữu nhà hàng Nedalny Vostok (đóng cửa vào đầu năm 2019). Năm 2007, Stenina và Udodov cùng nhau thành lập một quỹ từ thiện để hỗ trợ sự phát triển của giáo dục, thương mại và thể thao (PROMIS, giải thể năm 2014) và tổ chức công cộng khu vực Moscow Sportima Hockey Club, nơi các quan chức liên bang, các ngôi sao khúc côn cầu và doanh nhân, bao gồm cả Alexander Udodov. Theo BBC, Stenina sở hữu bất động sản trị giá 1 tỷ rúp. Theo FBK, Alexander sở hữu sáu căn hộ ở New York, đã được bán vào năm 2018.

## Khen thưởng
Huân chương Danh dự (ngày 29 tháng 12 năm 2012) - vì thành công lao động đã đạt được và nhiều năm làm việc tận tâm.
Bằng vinh danh của Tổng thống Liên bang Nga (ngày 15 tháng 11 năm 2013) - vì những thành công lao động đã đạt được, nhiều năm làm việc tận tâm và hoạt động xã hội tích cực.
Huân chương “Có công với Tổ quốc” hạng IV (ngày 16 tháng 7 năm 2015) - vì những thành công lao động đã đạt được, tích cực hoạt động xã hội và nhiều năm cống hiến.